# Payang (köping i Kina)
Payang (kinesiska: 帕羊, 帕羊镇) är en köping i Kina. Den ligger i den autonoma regionen Tibet, i den sydvästra delen av landet, omkring 740 kilometer väster om regionhuvudstaden Lhasa. Antalet invånare är 2 118. Befolkningen består av 1 069 kvinnor och 1 049 män. Barn under 15 år utgör 31 %, vuxna 15-64 år 64 %, och äldre över 65 år 4,0 %.
Genomsnittlig årsnederbörd är 493 millimeter. Den regnigaste månaden är juli, med i genomsnitt 108 mm nederbörd, och den torraste är november, med 13 mm nederbörd.